# چوی رو وون
چوی رو وون (کره‌ای: 최로운؛ زادهٔ ۱۶ فوریه ۲۰۰۷) بازیگر اهل کره جنوبی است. او در مجموعه‌های تلویزیونی دکتر خوب و زندگی ایفای نقش کرده است.

## فیلم‌شناسی

### مجموعه تلویزیونی
| سال  | عنوان                   | نقش                |
| ---- | ----------------------- | ------------------ |
| ۲۰۱۲ | بزرگ                    | «تدی بیر»          |
| ۲۰۱۲ | پیشگوی بزرگ             | جوانی موک جی سانگ  |
| ۲۰۱۳ | کی‌بی‌اس تی‌وی ناول: اون‌هی | سونگ مو            |
| ۲۰۱۳ | دکتر خوب                | جوانی پارک شی اون  |
| ۲۰۱۳ | رنگین‌کمان طلایی         | جوانی کیم یونگ وون |
| ۲۰۱۴ | دختر امپراتور           | پسر یتیم           |
| ۲۰۱۴ | من به عشق نیاز دارم ۳   | جوانی جو وان       |
| ۲۰۱۴ | قول ۱۲ ساله             | جو هونگ            |
| ۲۰۱۴ | نجیب‌زاده                | پارک جون هی        |
| ۲۰۱۵ | گل ملکه                 | هو یونگ گو         |
| ۲۰۱۷ | دختر پرروی من           | وارث احتمالی       |
| ۲۰۱۸ | زندگی                   | جوانی یه جین وو    |
| ۲۰۱۹ | سرگذشت آسدال            | جوانی روتیپ        |
| ۲۰۱۹ | فروشگاه پگاسوس          | جوانی کیم گاپ      |
| ۲۰۲۱ | احساس پادشاه            | جوانی لی هیون      |